# Misfah - en landsby i Oman
|  | Denne artikel er oprettet af botten PalnaBot ud fra en ekstern database. Den kan derfor have sproglige fejl eller mangler. Denne skabelon kan fjernes efter kontrol af indholdet. |

Misfah - en landsby i Oman er en film instrueret af Hussein Shehadeh efter manuskript af Hussein Shehadeh.

## Handling
Portræt af bjergoasen Misfah der beskrives som et paradis på jorden. Stedets 3-400 indbyggere lever i fuld harmoni med sig selv og den omgivende natur